# L'Homme et ses symboles
L'Homme et ses symboles est un ouvrage de psychologie auquel a participé Carl Gustav Jung et réalisé sous son égide, quelques mois avant sa mort (survenue en 1961) puis sous la responsabilité de Marie-Louise von Franz.
Conçu avec l'intention de faire connaître la pensée de Jung du grand public et rédigé en langue anglaise, l'ouvrage a été publié pour la première fois en 1964, traduit ensuite en plusieurs langues et régulièrement réédité.

## Origine du livre
L'idée de cet ouvrage se développe en deux étapes.
- Au printemps de l'année 1959, la BBC demande au journaliste (et futur politicien) John Freeman d'interviewer Carl Gustav Jung chez lui à Küsnacht, pour son émission de télévision Face to face. D'une durée de quarante minutes, celle-ci est diffusée  le 22 octobre. Parmi ceux qui la découvrent se trouve Wolfgang Foges, qui dirige les éditions Aldus Books. Celui-ci estime qu'il est dommage que Jung reste très peu connu du grand public, notamment en comparaison de Sigmund Freud. Il prie alors Freeman de l'aider à convaincre Jung d'exprimer les principes fondamentaux de sa pensée sous la forme d'un livre de vulgarisation. Freeman se rend à nouveau chez Jung, lequel refuse alors la proposition.
- Deux facteurs interviennent ensuite, qui conduisent Jung à accepter finalement l'offre : l'abondance inhabituelle de courrier qu'il reçoit à la suite de l'émission de la BBC ainsi qu'un rêve qu'il fait, dans lequel il s'adresse à une foule qui l'écoute attentivement. Quand Foges sollicite Jung, une semaine plus tard, celui-ci lui répond favorablement mais pose deux conditions : que l'ouvrage soit rédigé avec quelques-uns de ses collaborateurs et que Freeman en assure la coordination .

## Structure du livre
Abondamment illustré, le livre comprend cinq parties :
- Essai d'exploration de l'inconscient (C. G. Jung)
- Les mythes primitifs et l'homme moderne (Joseph L. Henderson (en))
- Le processus d'individuation (Marie-Louise von Franz)
- Le symbolisme dans les arts plastiques (Aniéla Jaffé)
- Les symboles à l'intérieur d'une analyse individuelle (Jolande Jacobi).
Jung termine son chapitre à peine dix jours avant le début de la maladie qui le conduit à la mort (c'est son tout dernier article) et alors qu'il a approuvé le brouillon de ses collaborateurs.
Après sa mort, Marie-Louise von Franz assume la responsabilité de prendre en charge la coordination et rédige la conclusion.

## Extraits
Le livre a été publié en France en même temps que l'édition originale : en 1964. Les rééditions sont restées inchangées, avec la même pagination.
- « L’homme moderne ne comprend pas à quel point son « rationalisme » l’a mis à la merci de ce monde psychique souterrain. Il s’est libéré de la « superstition » (du moins, il le croit) mais ce faisant, il a perdu ses valeurs spirituelles  à un degré alarmant. Ses traditions morales et spirituelles se sont désintégrées et il paie cet effondrement d’un désarroi et d’une dissociation qui sévissent dans le monde entier[4]. »

- « Aujourd’hui, nous parlons de « la matière « , nous décrivons ses propriétés physiques, nous menons des expériences en laboratoire pour démontrer quelques-uns de ses aspects. Mais le mot « matière » reste un concept purement intellectuel, qui n’a aucun sens psychique pour nous. (…) De même ce qui était autrefois « l’esprit » est aujourd’hui identifié avec l’intellect. Il s’est dégradé jusqu’à tomber dans les limites de la pensée égocentrique[5]. »

- « Malgré l’orgueilleuse prétention que nous avons de dominer la nature, nous sommes encore ses victimes parce que nous n’avons pas encore appris à nous dominer nous-mêmes[6]. »